# غرافتون (داكوتا الشمالية)
غرافتون (بالإنجليزية: Grafton)‏ هي مدينة في ولاية داكوتا الشمالية في الولايات المتحدة الأمريكية.

## التركيبة السكانية
حدّد مكتب تعداد الولايات المتحدة بيانات التركيبة السكانية لغرافتون في تعداد الولايات المتحدة. في ما يلي، التركيبة السكانية حسب تعدادي 2000 و2010.

### تعداد عام 2000
بلغ عدد سكان غرافتون 4,516 نسمة بحسب تعداد عام 2000، وبلغ عدد الأسر 1,804 أسرة وعدد العائلات 1,144 عائلة مقيمة في المدينة. في حين سجلت الكثافة السكانية 488.7 نسمة لكل كيلومتر مربع (1,265.7/ميل2). وبلغ عدد الوحدات السكنية 2,005 وحدة بمتوسط كثافة قدره 217 لكل كيلومتر مربع (562.0/ميل2).
وتوزع التركيب العرقي للمدينة بنسبة 91.67% من البيض و0.58% من الأمريكيين الأفارقة و1.35% من الأمريكيين الأصليين و0.38% من الأمريكيين ذوي الأصول الآسيوية و4.69% من الأعراق الأخرى و1.33% من عرقين مختلطين أو أكثر و9.57% من الهسبانيون أو اللاتينيون من أي عرق.
بلغ عدد الأسر 1,804 أسرة كانت نسبة 32.4% منها لديها أطفال تحت سن الثامنة عشر تعيش معهم، وبلغت نسبة الأزواج القاطنين مع بعضهم البعض 49.6% من أصل المجموع الكلي للأسر، ونسبة 10.4% من الأسر كان لديها معيلات من الإناث دون وجود شريك، بينما كانت نسبة 3.4% من الأسر لديها معيلون من الذكور دون وجود شريكة وكانت نسبة 36.6% من غير العائلات. تألفت نسبة 33.1% من أصل جميع الأسر من عدة أفراد يعيشون في نفس المنزل ونسبة 16.6% كانت تتألف من شخص يعيش بمفرده يبلغ من العمر 65 عاماً أو أكثر. وبلغ متوسط حجم الأسرة المعيشية 2.35، أما متوسط حجم العائلات فبلغ 2.98.
بلغ العمر الوسطي للسكان 39.9 عاماً. وكانت نسبة 24.1% من القاطنين تحت سن الثامنة عشر، وكانت نسبة 7% بين الثامنة عشر والرابعة والعشرين عاماً، ونسبة 24.4% كانت واقعةً في الفئة العمرية ما بين الخامسة والعشرين والرابعة والأربعين عاماً، ونسبة 21.5% كانت ما بين الخامسة والأربعين والرابعة والستين، ونسبة 16.7% كانت ضمن فئة الخامسة والستين عاماً فما فوق. يوجد لكل 100 أنثى 92.0 ذكر، ويوجد لكل 100 أنثى في الثامنة عشر من عمرها فما فوق 88.5 ذكر.
بلغ متوسط دخل الأسرة في المدينة 33,231 دولارًا، أما متوسط دخل العائلة فبلغ 41,747 دولارًا. وكان متوسط دخل الذكور 28,321 دولارًا مقابل 20,433 دولارًا للإناث. وسجل دخل الفرد الخاص بالمدينة 16,644 دولارًا. وكانت نسبة 8.3% من العائلات ونسبة 12.2% من السكان تحت خط الفقر، وكان من هؤلاء نسبة 11.7% تحت سن الثامنة عشر ونسبة 7.1% في الخامسة والستين من العمر وما فوق.

### تعداد عام 2010
بلغ عدد سكان غرافتون 4,284 نسمة بحسب تعداد عام 2010، وبلغ عدد الأسر 1,776 أسرة وعدد العائلات 1,073 عائلة مقيمة في المدينة. في حين سجلت الكثافة السكانية 463.6 نسمة لكل كيلومتر مربع (1,200.7/ميل2). وبلغ عدد الوحدات السكنية 1,990 وحدة بمتوسط كثافة قدره 215.4 لكل كيلومتر مربع (557.9/ميل2).
وتوزع التركيب العرقي للمدينة بنسبة 89.22% من البيض و0.35% من الأمريكيين الأفارقة و2.82% من الأمريكيين الأصليين و0.44% من الأمريكيين ذوي الأصول الآسيوية و0.09% من سكان جزر المحيط الهادئ و5.42% من الأعراق الأخرى و1.66% من عرقين مختلطين أو أكثر و14.05% من الهسبانيون أو اللاتينيون من أي عرق.
بلغ عدد الأسر 1,776 أسرة كانت نسبة 27.6% منها لديها أطفال تحت سن الثامنة عشر تعيش معهم، وبلغت نسبة الأزواج القاطنين مع بعضهم البعض 45.4% من أصل المجموع الكلي للأسر، ونسبة 10.2% من الأسر كان لديها معيلات من الإناث دون وجود شريك، بينما كانت نسبة 4.8% من الأسر لديها معيلون من الذكور دون وجود شريكة وكانت نسبة 39.6% من غير العائلات. تألفت نسبة 35.2% من أصل جميع الأسر من عدة أفراد يعيشون في نفس المنزل ونسبة 15.3% كانت تتألف من شخص يعيش بمفرده يبلغ من العمر 65 عاماً أو أكثر. وبلغ متوسط حجم الأسرة المعيشية 2.27، أما متوسط حجم العائلات فبلغ 2.92.
بلغ العمر الوسطي للسكان 42.5 عاماً. وكانت نسبة 23.5% من القاطنين تحت سن الثامنة عشر، وكانت نسبة 8.1% بين الثامنة عشر والرابعة والعشرين عاماً، ونسبة 21.5% كانت واقعةً في الفئة العمرية ما بين الخامسة والعشرين والرابعة والأربعين عاماً، ونسبة 27.7% كانت ما بين الخامسة والأربعين والرابعة والستين، ونسبة 19.2% كانت ضمن فئة الخامسة والستين عاماً فما فوق. وتوزع التركيب الجنسي للسكان بنسبة 48.4% ذكور و51.6% إناث.

## أعلام
- توم كامبل
- جيف مونرو
- كيسي فينيغان